# كامي غارسيا
كامي غارسيا (بالإنجليزية: Kami Garcia)‏ (25 مارس 1972)؛ فنانة، مُدرسة، كاتِبة وروائية أمريكية.

## روابط خارجية
- كامي غارسيا على موقع IMDb (الإنجليزية)
- كامي غارسيا على موقع قاعدة بيانات الفيلم (الإنجليزية)